# Ополченська (станція метро)
Ополченська (болг. Опълченска) — спільна станція Першої та Четвертої ліній Софійського метрополітену, відкрита 17 вересня 1999 року. 
Однопрогінна станція мілкого закладення з острівною платформою.
Станція розташована під бульваром «Тодор Александров» між вулицею «Ополченска» та бульваром «Хр. Ботев». Західний вестибюль має вихід на перехрестя вулиці «Ополченска» з бульваром «Т. Александров», а східний вестибюль на перетині бульвару «Т. Александров» та вулиці «Странджа».